# Агароїд
Агароїд або чорноморський агар — агар, який отримують із водорості філофори ребристої, що росте у Чорному морі.
Погано розчинний у холодній воді; в гарячій утворює колоїдний розчин, при охолодженні якого утворюється гель, який має в'язко-тягучу консистенцію. Гелеутворююча здатність цього харчового додатку (E407) у два-три рази нижча, ніж у агару. За хімічною природою до агароїду і агар-агару близьким є фурцелеран.